# نهائي كأس البرتغال 1940
نهائي كأس البرتغال 1940 هي المباراة النهائية من منافسة كأس البرتغال 1939–40، أقيمت المباراة في 1940، في Estádio do Lumiar ‏، بين فريقي نادي بنفيكا، ونادي بيلينينسش، وفاز فيها نادي بنفيكا، بعد أن هزم نادي بيلينينسش، بنتيجة 3 - 1.

## تفاصيل المباراة
لعبت المباراة النهائية في 1940.
| نادي بنفيكا | 3 -1 | نادي بيلينينسش |
| ----------- | ---- | -------------- |
|             |      |                |